# Pterichis galeata
Pterichis galeata är en orkidéart som beskrevs av John Lindley. Pterichis galeata ingår i släktet Pterichis och familjen orkidéer. Inga underarter finns listade i Catalogue of Life.